# Hemming Moltke
Hemming Vilhelm greve Moltke (12. september 1861 på Turebyholm – 8. november 1927 på Marienborg) var en dansk godsejer, yngre bror til Frederik Moltke og far til Christian Moltke.
Han var søn af lensgreve, udenrigsminister Frederik Moltke og hustru. 1888 købte han Marienborg på Møn, hvor han 1893 lod hovedbygningen udvide ved arkitekt Axel Berg. Moltke blev hofjægermester og kammerherre.
Han blev gift 11. juli 1894 i København med Julie Sophie Clara Schnack (23. april 1871 i København – 11. juni 1963 på Marienborg), datter af generalmajor, krigsminister Gustav Schnack. Da broderen Frederik ikke havde sønner, som kunne arve Bregentved, succederede Hemming Moltkes søn Christian.